# Ренггли, Жан
Жан Ренггли, наст. имя Иоганн Ренггли (нем., фр. Jean Renggli, род. 17 июля 1846 г. Вертенштайн — ум. 10 августа 1898 г. Люцерн) — швейцарский художник романтического направления.

## Жизнь и творчество
Родителями Ж.Ренггли были Иоганн Георг Ренггли и Мария Анна Бютлер, жившие в швейцарском кантоне Люцерн, и происходившие из старинных семей художников. Детство своё будущий мастер провёл в Люцерне. После окончания школы был учеником в архитектурном бюро в Невшателе. Затем уезжает в Париж, где изучает живопись в местной Школе изящных искусств. После окончания школы художник совершенствует своё образование в различных городах Европы (в Лондоне и Риме). Во время учёбы в Риме он вынужден был, по финансовым обстоятельствам, поступить на службу в швейцарскую гвардию Ватикана. Окончил римскую Академию художеств святого Луки со званием мастера. В 1871 году Ж.Ренггли возвращается в Люцерн, где занимается преподавательской деятельностью. В 1876 году он становится соучредителем люцернской Школы прикладного искусства.
Славу и известность Ж.Ренггли принесло его полотно на тему из швейцарской истории «Клятва Рюттли» (1891). Художник предпочитал писать свои полотна на религиозную и жанровую тематику, а также исторические картины. Занимался также фресковой живописью и росписью по стеклу, фотографией и иллюстрированием. Творчество его было в Швейцарии среди современников весьма ценимо и популярно. Сыновья Ж.Ренггли, Эдуард и Жан, также были художниками.

## Галерея

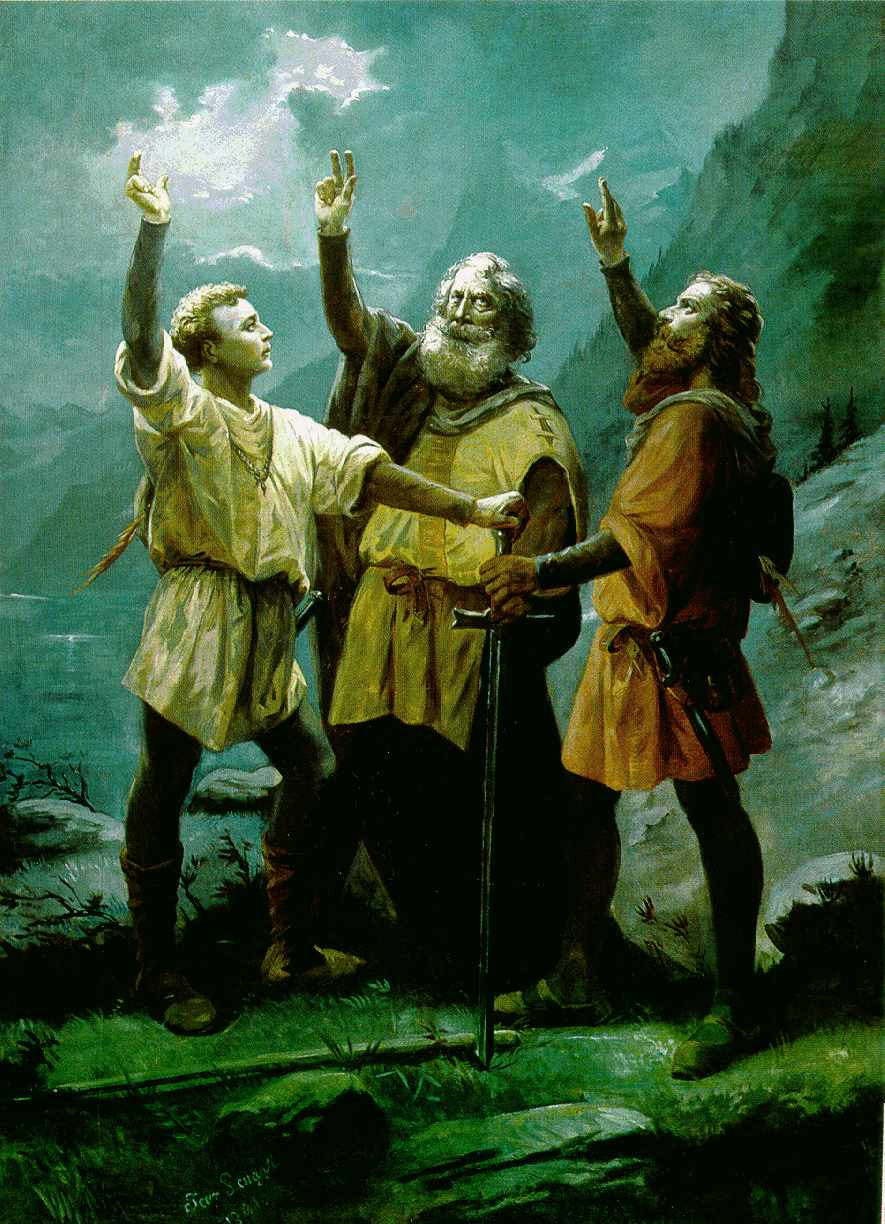
Клятва Рюттли (1891)